# نهر الكوليمبيني
نهر الكوليمبيني (بالفرنسية: Rivière Kolinbiné) هو نهر في غرب إفريقيا. ينشأ في جنوب موريتانيا ويتدفق جنوبًا ، ويشكل فاصلا في الحدود الدولية بين موريتانيا ومالي. في مالي ، ينضم إلى نهر السنغال 5 كم من بلدة كايس. يمرر النهر بالعديد من القرى والبلدات المالية لكنه قليلا ما يمر في القرى في الجانب الموريتاني. يبلغ خط عرضه 14.42634 درجة أو 14 درجة 25 '35 بوصة شمالًا ، وخط طول -11.38833 درجة أو 11 درجة 23' 18 بوصة غربًا ، بارتفاع 30 مترًا (98 قدمًا)
يتدفق النهر عبر عدد من المنخفضات الضحلة التي تمتلئ بالمياه خلال موسم الأمطار القصير (من يوليو سبتمبر). أكبرها بحيرة ماجوي التي تمتد لما يقرب من 30 كم في اتجاه الشمال والجنوب. تقع البحيرة 55 كم شمال شرق كايس في مالي